# Liste der Polizeiruf-110-Ermittler
Dieser Artikel gibt einen tabellarischen Überblick über die aktuellen und ehemaligen Ermittler der vorwiegend deutschen Fernsehkrimi-Filmreihe Polizeiruf 110.

## Legende
- Zeitraum: Nennt den Zeitraum der Erstveröffentlichungen der Filme mit dem Ermittlerteam.
- Rollennamen und Ermittlerteam: Nennt die Namen der Hauptfiguren in selber Reihenfolge wie deren Darstellernamen und verlinkt auf den Hauptartikel zum Ermittlerteam. Einschränkungen der Mitwirkung in Klammern beziehen sich nur auf die vorgenannte Figur.
- Darsteller: Nennt die Namen der Darsteller der Hauptfiguren in selber Reihenfolge wie deren Rollennamen. Einschränkungen der Mitwirkung in Klammern beziehen sich auf den vorgenannten Darsteller, die Jahreszahlen beziehen sich auf den Erstveröffentlichungszeitraum der entsprechenden Filme.
- Region: Nennt die Stadt oder Region, in der sich die Dienststelle des Teams befindet.
- Filme: Nennt die Anzahl der Polizeiruf-Filme mit dem Team, die bislang außerhalb von Filmfestivals erstveröffentlicht wurden.
- Rundfunkanstalt: Nennt die Rundfunkanstalt, in deren Auftrag die Filme des Teams produziert wurden.

Dienstgrade, Filmtitel, Beschreibungen und andere Details der Ermittler können den Team- beziehungsweise Figurenartikeln und Filmartikeln entnommen werden.

## Ermittler in den seit 1993 erschienenen Filmen
| Zeitraum  | Rollennamen und Ermittlerteam | Darsteller | Bild der Darsteller                 | Region                          | Filme | Rundfunk- anstalt             | Besonderheiten |
| --------- | --- | --- | ----------------------------------- | ------------------------------- | ----- | ----------------------------- | --- |
| seit 2010 | Katrin König, Alexander Bukow (bis Film 24), Melly Böwe (ab Film 25)                                                                              | Anneke Kim Sarnau, Charly Hübner (bis 2022), Lina Beckmann (ab 2022)                                                                        | Anneke Kim Sarnau · Charly Hübner   | Rostock                         | 29    | NDR                           | |
| seit 2013 | Doreen Brasch, Jochen Drexler (bis Film 5), Dirk Köhler (Filme 6–11), Uwe Lemp                                                                    | Claudia Michelsen, Sylvester Groth (bis 2015), Matthias Matschke (2016–2019), Felix Vörtler                                                 | Claudia Michelsen · Felix Vörtler   | Magdeburg                       | 20    | MDR                           | |
| seit 2015 | Adam Raczek (bis Film 13), Olga Lenski (bis Film 10), Vincent Ross (ab Film 12), Alexandra Luschke (Film 11, ab Film 15), Karl Rogov (ab Film 14) | Lucas Gregorowicz (bis 2022), Maria Simon (bis 2021), André Kaczmarczyk (ab 2022), Gisa Flake (2021, ab 2023), Frank Leo Schröder (ab 2023) | Lucas Gregorowicz · Maria Simon     | Świecko (Dt.-poln. Grenzgebiet) | 18    | RBB                           | Die Figur Olga Lenski trat auch schon zuvor an der Seite des Ermittlers Horst Krause auf.                               |
| seit 2021 | Henry Koitzsch, Michael Lehmann | Peter Kurth, Peter Schneider | Peter Kurth                         | Halle (Saale)                   | 2     | MDR                           | |
| seit 2023 | Cris Blohm | Johanna Wokalek | Johanna Wokalek                     | München                         | 4     | BR                            | |
| 2019–2023 | Elisabeth Eyckhoff | Verena Altenberger | Verena Altenberger                  | München                         | 6     | BR                            | |
| 2011–2018 | Hanns von Meuffels, Anna Burnhauser (bis Film 5)                                                                                                  | Matthias Brandt, Anna Maria Sturm (bis 2013)                                                                                                | Matthias Brandt · Anna Maria Sturm  | München                         | 15    | BR                            | |
| 1999–2015 | Horst Krause, Wanda Rosenbaum (bis Film 4), Johanna Herz (Filme 5–16), Olga Lenski (Filme 17, 18, 20–25), Tamara Rusch (Film 19)                  | Horst Krause, Jutta Hoffmann (bis 2002), Imogen Kogge (2002–2010), Maria Simon (2011–2015), Sophie Rois (2012)                              | Horst Krause · Maria Simon          | Brandenburg                     | 25    | ORB (bis 2003), RBB (ab 2004) | Die Figur Olga Lenski war anschließend Teil des Ermittlerteams in Świecko.                                              |
| 1996–2013 | Herbert Schmücke, Herbert Schneider, Nora Lindner (ab Film 43)                                                                                    | Jaecki Schwarz, Wolfgang Winkler, Isabell Gerschke (ab 2010)                                                                                | Jaecki Schwarz                      | Halle (Saale)                   | 50    | MDR                           | |
| 2009–2010 | Ulrike Steiger, Friedrich Papen (Film 1) | Stefanie Stappenbeck, Jörg Hube (2009) | Stefanie Stappenbeck · Jörg Hube    | München                         | 3     | BR                            | |
| 2001–2009 | Jürgen Tauber, Jo Obermaier | Edgar Selge, Michaela May | Edgar Selge · Michaela May          | München                         | 17    | BR                            | Die Figur Tauber agierte zuvor bereits an der Seite der Ermittlerin Silvia Jansen.                                      |
| 1994–2009 | Jens Hinrichs, Kurt Groth (bis Film 14), Holm Diekmann (Filme 15–19), Tobias Törner (Filme 20–24), Markus Tellheim (ab Film 25)                   | Uwe Steimle, Kurt Böwe (bis 2000), Jürgen Schmidt (2000–2002), Henry Hübchen (2003–2005), Felix Eitner (ab 2006)                            | Uwe Steimle · Kurt Böwe             | Schwerin                        | 31    | NDR, ORB                      | |
| 2004–2008 | Thomas Keller | Jan-Gregor Kremp | Jan-Gregor Kremp                    | Bad Homburg vor der Höhe        | 4     | HR                            | |
| 1995–2004 | Karl-Heinz Küppers, Sigurd „Siggi“ Möller | Oliver Stritzel, Martin Lindow | Oliver Stritzel                     | Volpe (Bergisches Land)         | 8     | WDR                           | |
| 1998–2003 | Rene Schlosser, Robert Grosche (bis Film 4), Simone Dreyer (Filme 5 und 6), Carol Reeding                                                         | Dieter Montag, Oliver Stokowski (1998–2002), Barbara Rudnik (2002–2003), Chantal de Freitas (1998–2000) Dennenesch Zoudé (ab 2001)          | Oliver Stokowski · Dennenesch Zoudé | Offenbach am Main               | 6     | HR                            | Die Figur Carol Reeding wurde von zwei verschiedenen Darstellerinnen verkörpert.                                        |
| 1997–2000 | Dr. Silvia Jansen, Jürgen Tauber (Filme 3, 5 und 6)                                                                                               | Gaby Dohm, Edgar Selge (ab 1998) | Gaby Dohm · Edgar Selge             | Nürnberg, München               | 6     | BR                            | Die Figur Tauber gehört danach auch zum Ermittlerteam Tauber und Obermaier.                                             |
| 1993–1998 | Tanja Voigt, Jens Hoffmann (bis Film 5), Jürgen Kochan (Film 3)                                                                                   | Katrin Sass, Dirk Schoedon (bis 1995), Michael Greiling (1994)                                                                              | Katrin Sass                         | Brandenburg                     | 10    | ORB, SFB, NDR                 | |
| 1994–1998 | Vera Bilewski | Angelica Domröse | Angelica Domröse                    | Ichtenheim, Heilbronn           | 3     | SDR                           | |
| 1993–1997 | Günter Beck, Martin Markwardt (Film 3) | Günter Naumann, Til Schweiger (1995) | Til Schweiger                       | Mitteldeutschland               | 5     | MDR                           | Die Figur Beck gab es auch schon in den Polizeiruf-Folgen der DDR-Zeit.                                                 |
| 1994–1995 | Gerhard Wallek, Sandra Schneider | Helmut Berger, Andrea Eckert | Andrea Eckert                       | Wien                            | 2     | ORF                           | |
| 1994–1995 | Thomas Grawe | Andreas Schmidt-Schaller | Andreas Schmidt-Schaller            | Mitteldeutschland               | 2     | MDR                           | Die Figur Grawe gab es auch schon in den Polizeiruf-Folgen der DDR-Zeit und trat 2004, 2021 und 2024 als Gastrolle auf. |
| 1993–1994 | Joachim Raabe, Jürgen Hübner (Film 2) | Michael Kind, Jürgen Frohriep (1994) |                                     | Mitteldeutschland               | 2     | MDR                           | Die Figuren Raabe und Hübner gab es auch schon in den Polizeiruf-Folgen der DDR-Zeit.                                   |

## Ermittler in den Filmen des DDR-Fernsehens (bis 1991)
In den Polizeiruf-110-Folgen, die vom DDR-Fernsehen produziert wurden, traten die Ermittler teils als Einzelermittler auf, meistens aber in Teams, deren Zusammensetzung sich häufig änderte. Die Ermittler-Konstellation jedes Films kann der Episodenliste entnommen werden.
| Zeitraum  | Rollenname           | Darsteller               | Filme | Besonderheiten                                                                                                   |
| --------- | -------------------- | ------------------------ | ----- | --- |
| 1971–1991 | Peter Fuchs          | Peter Borgelt            | 86    | |
| 1971–1983 | Vera Arndt           | Sigrid Göhler            | 48    | |
| 1971–1973 | Helga Lindt          | Karin Ugowski            | 2     | |
| 1973–1977 | Lutz Subras          | Alfred Rücker            | 29    | |
| 1978–1980 | Woltersdorf          | Werner Tietze            | 8     | |
| 1981–1991 | Manfred Bergmann     | Jürgen Zartmann          | 5     | |
| 1982–1988 | Wolfgang Reichenbach | Friedhelm Eberle         | 6     | |
| 1983–1991 | Lutz Zimmermann      | Lutz Riemann             | 25    | |
| 1987–1988 | Reger                | Klaus Gendries           | 2     | |
| 1987–1988 | Becker               | Jörg Hengstler           | 2     | |
| 1987–1991 | Wolfgang Dillinger   | Wolfgang Dehler          | 2     | |
| 1988–1991 | Günter Beck          | Günter Naumann           | 6     | Die Figur Beck trat danach noch in fünf Polizeiruf-Folgen des MDR auf.                                           |
| 1989      | Ikser                | Anne Kasprik             | 1     | |
| 1972–1991 | Jürgen Hübner        | Jürgen Frohriep          | 66    | Die Figur Hübner trat danach noch in einer Polizeiruf-Folge des MDR auf.                                         |
| 1991      | Joachim Raabe        | Michael Kind             | 1     | Die Figur Raabe trat danach noch in drei Polizeiruf-Folgen des MDR auf.                                          |
| 1986–1991 | Thomas Grawe         | Andreas Schmidt-Schaller | 30    | Die Figur Grawe trat danach noch in fünf Polizeiruf-Folgen des MDR auf; zweimal als Ermittler, dreimal als Gast. |